# Odontopyge paraguayensis
Odontopyge paraguayensis är en mångfotingart som beskrevs av Filippo Silvestri 1895. Odontopyge paraguayensis ingår i släktet Odontopyge och familjen Odontopygidae. Inga underarter finns listade i Catalogue of Life.